# Papyrus 131
Papyrus 131 of {\displaystyle {\mathfrak {P}}^{131}} (volgens de nummering van Gregory-Aland) is een Grieks afschrift van het Nieuwe Testament, geschreven op papyrus. Van het handschrift is één fragment van 35 mm hoog en 52 mm breed bewaard gebleven, recto en verso beschreven (recto: Romeinen 9:18-21; verso: Romeinen 9:33-10:2). Het handschrift wordt bewaard in het Museum of the Bible in Washington D.C. onder nummer G.C.PAP.000425.